# Albert Sabin
Pour les articles homonymes, voir Sabin.
Albert Bruce Sabin (né Saperstein à Białystok, Pologne, le 26 août 1906 et mort à Washington le 3 mars 1993) est un médecin et chercheur américain dont la découverte la plus remarquable fut le vaccin antipoliomyélitique oral dans les années 1960, quelques années après la mise au point par Jonas Salk d'un vaccin inactivé.
Il a reçu en 1965 le prix Albert-Lasker pour la recherche médicale clinique.

## Biographie
Abram Saperstejn (qui changera son nom en Albert Sabin) est né à Białystok alors dans l'Empire russe dans une famille juive d'origine polonaise. En 1921, il émigre avec sa famille à New York en réponse à la montée de l'antisémitisme. Ils s'installent à Paterson dans le New Jersey. Son père travaille alors dans l'industrie du textile.
En 1930, il est naturalisé américain et change son nom en Sabin, puis l'année suivante il reçoit son medical degree en microbiologie à l'Université de New York. Il commence de suite ses recherches sur la poliomyélite.
En 1935, il rejoint l'Institut Rockfeller à New York. 4 années plus tard, il rejoint le Children's Hospital Research Foundation à Cincinnati dans l'Ohio, où il découvrit que le virus de la polio n'envahissait pas seulement les tissus nerveux mais également les intestins.
Son travail sur le vaccin de la polio est interrompu par la Seconde Guerre mondiale. En 1941, il rejoint un comité d'épidémiologie de l'armée américaine. Durant cette période, il développe des vaccins contre les encéphalites, la fièvre à phlébotomes et la dengue.
De 1970 à 1972, il vit en Israël, où il est président de l'Institut Weizmann de Rehovot puis devient consultant à temps plein à l'Institut National du Cancer américain en 1974.
Il prend sa retraite en 1986 et décède le 3 mars 1993,.

## Philanthropie
Sabin a refusé de breveter son vaccin, renonçant à toute exploitation commerciale par les industries pharmaceutiques, afin que le bas prix garantisse une diffusion plus large du traitement. Du développement de son vaccin, Sabin n'a pas gagné un sou et a continué à vivre de son salaire de professeur. Le Sabin Vaccine Institute a été fondé en 1993 pour poursuivre le travail de développement et de promotion des vaccins. Pour commémorer le travail de pionnier de Sabin, l'institut décerne chaque année la médaille d'or Albert B. Sabin en reconnaissance de ses travaux dans le domaine de l'immunologie ou dans un domaine complémentaire.